# Toundra des contreforts de l'Arctique
Localisation
La toundra des contreforts de l'Arctique (Arctic foothills tundra) est une écorégion terrestre nord-américaine du type toundra du World Wildlife Fund.

## Répartition
La toundra des contreforts de l'Arctique se situe entre les plaines de faible altitude de la toundra côtière de l'Arctique au nord et la région montagneuse de la toundra des chaînes Brooks et British au sud.  Elle traverse le nord de l'Alaska, de la mer des Tchouktches jusqu'à la frontière du Yukon.  

## Climat
Le niveau de précipitations est environ le même que pour la toundra côtière de l'Arctique, mais son climat est plus doux que cette dernière et que la toundra des chaînes Brooks et British.

## Géomorphologie
Le relief est principalement constitué de collines et de plateaux.  Le drainage est en général meilleur que dans la toundra côtière de l'Arctique. 

## Caractéristiques biologiques
La couverture végétale est constituée surtout par des herbacées (linaigrette vaginée, carex de Bigelow) et des arbustes de faibles tailles (bouleau nain, camarine noire, Ledum decumbens, Vaccinium vitis-idaea).  Des broussailles se rencontrent dans certains secteurs et la vallée de la rivière Noatak abrite un peuplement forestier, le seul de cette écorégion.

## Conservation
Cette écorégion est en majeure partie intacte.  Elle est toutefois traversée par une route et l'oléoduc trans-Alaska qui gêne la migration des grands mammifères tel le caribou.  